# Walter Rothholz (Jurist)
Walter Rothholz (geboren 20. April 1893 in Stettin; gestorben 1. November 1978) war ein deutsch-norwegischer Jurist.

## Leben
Walter Rothholz besuchte das König-Wilhelms-Gymnasium in Stettin. Er studierte Jura in Freiburg im Breisgau, Grenoble, Berlin und Kiel und machte im August 1914 eine Notprüfung im ersten Staatsexamen, um danach für vier Jahre Soldat im Ersten Weltkrieg zu werden. Nach der Demobilisierung trat er das Rechtsreferendariat an. Er wurde 1920 an der Universität Hamburg promoviert. Rothholz wurde im Dezember 1921 Hilfsrichter in Wolgast. Von 1922 bis 1931 war er beurlaubt und arbeitete für das Auswärtige Amt beim Deutsch-Französischen Gemischten Schiedsgerichtshof in Berlin. Zwischenzeitlich wurde er 1926 fest in den Justizdienst übernommen und 1928 zum Landgerichtsrat in Stettin ernannt. Im Oktober 1931 wurde Rothholz Richter beim Amtsgericht Charlottenburg und im Juli 1932 Landgerichtsrat am Landgericht Berlin. 
Nach der Machtübergabe an die Nationalsozialisten 1933 wurde er als Jude nicht einfach entlassen, sondern pensioniert, da er zunächst noch durch das Frontkämpferprivileg geschützt war. Rothholz heiratete die Norwegerin Else Marie Bølling (1915–1976), sie hatten zwei Kinder, darunter den 1943 geborenen Politologen Walter Rothholz. Sie emigrierten aus Deutschland, hielten sich in den USA und Frankreich auf und kehrten 1939 nach Norwegen zurück mit dem Ziel, von dort in die USA zu emigrieren, was aber nach dem Kriegsausbruch nicht mehr möglich war. In Norwegen konnte Rothholz sich nach der deutschen Besetzung Norwegens 1940 zunächst eine Zeit bedeckt halten, wurde dann aber im Oktober 1942 von der deutschen Gestapo als Jude im Lager Berg inhaftiert. Von Dezember 1942 bis Mai 1945 war er Insasse im Polizeihäftlingslager Grini. Von den Deportationen der ausländischen und norwegischen Juden in das Vernichtungslager Auschwitz-Birkenau blieb er verschont, da seine Frau als Arierin galt.
Nach Kriegsende erhielt Rothholz die norwegische Staatsbürgerschaft und war einer der ersten Autoren für die im besetzten Deutschland neugegründete Zeitschrift Archiv des Völkerrechts. Rothholz
arbeitete von 1946 bis 1948 für das norwegische Wiederaufbauministerium in Oslo, dann bei der Internationalen Flüchtlingsorganisation (IRO) in Genf, in Salzburg und dann in München. Nach Auflösung der IRO wirkte er als Rechtsberater für Flüchtlinge aus der Tschechoslowakei und aus der Ukraine.
Rothholz hatte 1955 bis 1957 eine Rechtsanwaltspraxis für Wiedergutmachungsangelegenheiten in München. Er war 1963 in der Bundesrepublik Zeuge im Prozess gegen den ehemaligen Gestapo-Chef in Norwegen Hellmuth Reinhard, der aus prozessualen Gründen freigesprochen wurde.
Rothholz' Name ist auf einer seit 2010 im Haus des Deutschen Richterbunds in der Berliner Kronenstraße angebrachten Gedenktafel für Jüdische Richter und Staatsanwälte in Berlin aufgeführt.

## Schriften (Auswahl)
- Urteil des Landgerichts vom Oslo 29. Januar 1948. Übersetzung Walter Rothholz. Archiv des Völkerrechts, 1(1), 1948, S. 120–125
- Finnlands völkerrechtliches Schicksal seit 1917. Archiv des Völkerrechts, 1(4), 1949, S. 450–470
- Der Begriff der „protection juridique et politique“. Ein Beitrag zur Flüchtlingsfrage. Archiv des Völkerrechts, 2(4), 1950, S. 404–412